# Djaniny
Jorge Djaniny Tavares Semedo (Santa Cruz, 21 maart 1991) – beter bekend als Djaniny – is een Kaapverdisch voetballer die doorgaans speelt als spits. In juli 2025 verliet hij Al-Fateh. Djaniny maakte in 2012 zijn debuut in het Kaapverdisch voetbalelftal.

## Clubcarrière
Djaniny werd geboren op Kaapverdië maar verhuisde op achttienjarige leeftijd naar Portugal, waar hij ging spelen voor Grupo Desportivo Velense. In 2011 werd de aanvaller aangetrokken door União Leiria, waarmee hij op het hoogste niveau ging spelen. In zijn eerste seizoen kwam hij tot vijf doelpunten in achtentwintig optredens. Hierop werd hij aangetrokken door Benfica, waar hij een contract tekende tot medio 2017. Na twee wedstrijden voor het reserveteam in de Segunda Liga werd Djaniny verhuurd aan Olhanense. Na het seizoen 2012/13 liet de Kaapverdiër zijn verbintenis bij Benfica ontbinden, waarna hij voor Nacional ging spelen.
Na één seizoen bij Nacional, waarin hij tot zeven competitiedoelpunten kwam, vertrok de spits naar het Mexicaanse Santos Laguna. Bij die club werd hij de eerste Afrikaanse speler ooit. Vier jaar later, na een seizoen waarin hij tot twintig competitietreffers was gekomen, nam Al-Ahli de aanvaller over. In Saoedi-Arabië zette Djaniny zijn handtekening onder een verbintenis voor de duur van vier seizoenen. Ruim twee jaar later, met achtentwintig competitietreffers achter zijn naam, werd Djaniny transfervrij overgenomen door Trabzonspor. In september 2022 werd zijn verbintenis opengebroken en verlengd tot medio 2025. Sharjah huurde de aanvaller in februari 2023 voor een half seizoen, met een optie tot koop. In september 2023 keerde Djaniny terug naar Saoedi-Arabië, waar hij voor Al-Fateh ging spelen.

## Clubstatistieken
| Seizoen | Club          | Competitie       | Competitie | Competitie | Beker | Beker | Internationaal | Internationaal | Totaal | Totaal |
| Seizoen | Club          | Competitie       | Wed.       | Dlp.       | Wed.  | Dlp.  | Wed.           | Dlp.           | Wed.   | Dlp.   |
| ------- | ------------- | ---------------- | ---------- | ---------- | ----- | ----- | -------------- | -------------- | ------ | ------ |
| 2011/12 | União Leiria  | Primeira Liga    | 28         | 5          | 1     | 0     | —              | —              | 29     | 5      |
| 2012/13 | Benfica       | Segunda Liga     | 2          | 1          | —     | —     | —              | —              | 2      | 1      |
| 2012/13 | → Olhanense   | Primeira Liga    | 18         | 0          | 1     | 0     | —              | —              | 19     | 0      |
| 2013/14 | Nacional      | Primeira Liga    | 29         | 7          | 1     | 1     | —              | —              | 30     | 8      |
| 2014/15 | Santos Laguna | Primera División | 35         | 6          | 11    | 5     | —              | —              | 46     | 11     |
| 2015/16 | Santos Laguna | Primera División | 29         | 10         | 0     | 0     | 7              | 4              | 36     | 14     |
| 2016/17 | Santos Laguna | Primera División | 28         | 6          | 5     | 2     | —              | —              | 33     | 8      |
| 2017/18 | Santos Laguna | Primera División | 37         | 20         | 5     | 0     | —              | —              | 42     | 20     |
| 2018/19 | Al-Ahli       | Premier League   | 21         | 20         | 0     | 0     | 9              | 1              | 30     | 21     |
| 2019/20 | Al-Ahli       | Premier League   | 22         | 8          | 3     | 1     | 2              | 1              | 27     | 10     |
| 2020/21 | Trabzonspor   | Süper Lig        | 30         | 8          | 1     | 1     | —              | —              | 31     | 9      |
| 2021/22 | Trabzonspor   | Süper Lig        | 30         | 10         | 2     | 0     | 4              | 1              | 36     | 11     |
| 2022/23 | Trabzonspor   | Süper Lig        | 17         | 0          | 2     | 0     | 8              | 0              | 27     | 0      |
| 2022/23 | → Sharjah     | UAE Pro League   | 9          | 5          | 2     | 0     | —              | —              | 11     | 5      |
| 2023/24 | Al-Fateh      | Premier League   | 19         | 8          | 1     | 1     | —              | —              | 20     | 9      |
| 2024/25 | Al-Fateh      | Premier League   | 24         | 5          | 1     | 0     | —              | —              | 25     | 5      |
| Totaal  | Totaal        | Totaal           | 378        | 119        | 36    | 11    | 30             | 7              | 444    | 137    |

Bijgewerkt op 7 juli 2025.

## Interlandcarrière
Djaniny maakte zijn debuut in het Kaapverdisch voetbalelftal op 29 februari 2012, toen met 0–4 gewonnen werd van Madagaskar. Ryan Mendes, Dady, Fernando Varela en Toni Varela namen de doelpunten voor hun rekening. Zijn eerste doelpunt maakte hij eveneens tegen Kaapverdië, op 16 juni 2012. Mendes maakte twee doelpunten en Djaniny tekende ook voor een treffer. Paulin Voavy was verantwoordelijk voor de tegengoal van Madagaskar.
| Interlands van Djaniny voor Kaapverdië | Interlands van Djaniny voor Kaapverdië | Interlands van Djaniny voor Kaapverdië | Interlands van Djaniny voor Kaapverdië | Interlands van Djaniny voor Kaapverdië | Interlands van Djaniny voor Kaapverdië | Interlands van Djaniny voor Kaapverdië |
| №                                      | Datum                                  | Wedstrijd                              | Uitslag                                | Competitie                             | Goals                                  |                                        |
| Als speler bij União Leiria            | Als speler bij União Leiria            | Als speler bij União Leiria            | Als speler bij União Leiria            | Als speler bij União Leiria            | Als speler bij União Leiria            | Als speler bij União Leiria            |
| -------------------------------------- | -------------------------------------- | -------------------------------------- | -------------------------------------- | -------------------------------------- | -------------------------------------- | -------------------------------------- |
| 1                                      | 29 februari 2012                       | Madagaskar – Kaapverdië                | 0 – 4                                  | AK 2013 kwalificatie                   |                                        |                                        |
| Als speler bij Benfica                 |                                        |                                        |                                        |                                        |                                        |                                        |
| 2                                      | 2 juni 2012                            | Sierra Leone – Kaapverdië              | 2 – 1                                  | WK 2014 kwalificatie                   |                                        |                                        |
| 3                                      | 2 juni 2012                            | Kaapverdië – Tunesië                   | 1 – 2                                  | WK 2014 kwalificatie                   |                                        |                                        |
| 4                                      | 16 juni 2012                           | Kaapverdië – Madagaskar                | 3 – 1                                  | AK 2013 kwalificatie                   | 55'                                    |                                        |
| Als speler bij Olhanense               |                                        |                                        |                                        |                                        |                                        |                                        |
| 5                                      | 8 september 2012                       | Kaapverdië – Kameroen                  | 2 – 0                                  | AK 2013 kwalificatie                   | 75'                                    |                                        |
| 6                                      | 14 oktober 2012                        | Kameroen – Kaapverdië                  | 1 – 1                                  | AK 2013 kwalificatie                   |                                        |                                        |
| 7                                      | 14 november 2012                       | Kaapverdië – Ghana                     | 0 – 1                                  | Vriendschappelijk                      |                                        |                                        |
| 8                                      | 9 januari 2013                         | Kaapverdië – Nigeria                   | 0 – 0                                  | Vriendschappelijk                      |                                        |                                        |
| 9                                      | 27 januari 2013                        | Kaapverdië – Angola                    | 2 – 1                                  | AK 2013                                |                                        |                                        |
| 10                                     | 2 februari 2013                        | Ghana – Kaapverdië                     | 2 – 0                                  | AK 2013                                |                                        |                                        |
| 11                                     | 24 maart 2013                          | Equatoriaal-Guinea – Kaapverdië        | 0 – 3                                  | WK 2014 kwalificatie                   |                                        |                                        |
| 12                                     | 8 juni 2013                            | Kaapverdië – Equatoriaal-Guinea        | 3 – 0                                  | WK 2014 kwalificatie                   |                                        |                                        |
| 13                                     | 15 juni 2013                           | Equatoriaal-Guinea – Sierra Leone      | 1 – 0                                  | WK 2014 kwalificatie                   |                                        |                                        |
| Als speler bij Nacional                |                                        |                                        |                                        |                                        |                                        |                                        |
| 14                                     | 14 augustus 2013                       | Gabon – Kaapverdië                     | 1 – 1                                  | Vriendschappelijk                      |                                        |                                        |
| 15                                     | 5 maart 2014                           | Luxemburg – Kaapverdië                 | 0 – 0                                  | Vriendschappelijk                      |                                        |                                        |
| Als speler bij Santos Laguna           |                                        |                                        |                                        |                                        |                                        |                                        |
| 16                                     | 6 september 2014                       | Niger – Kaapverdië                     | 1 – 3                                  | AK 2015 kwalificatie                   |                                        |                                        |
| 17                                     | 11 oktober 2014                        | Mozambique – Kaapverdië                | 2 – 0                                  | AK 2015 kwalificatie                   |                                        |                                        |
| 18                                     | 15 oktober 2014                        | Kaapverdië – Mozambique                | 1 – 0                                  | AK 2015 kwalificatie                   |                                        |                                        |
| 19                                     | 7 januari 2015                         | Kaapverdië – Equatoriaal-Guinea        | 1 – 1                                  | Vriendschappelijk                      |                                        |                                        |
| 20                                     | 10 januari 2015                        | Kaapverdië – Congo-Brazzaville         | 3 – 2                                  | Vriendschappelijk                      | 53'                                    |                                        |
| 21                                     | 18 januari 2015                        | Tunesië – Kaapverdië                   | 1 – 1                                  | AK 2015                                |                                        |                                        |
| 22                                     | 26 januari 2015                        | Kaapverdië – Zambia                    | 0 – 0                                  | AK 2015                                |                                        |                                        |
| 23                                     | 13 juni 2015                           | Kaapverdië – Sao Tomé en Principe      | 7 – 1                                  | AK 2017 kwalificatie                   | 11', 73'                               |                                        |
| 24                                     | 6 september 2015                       | Libië – Kaapverdië                     | 1 – 2                                  | AK 2017 kwalificatie                   |                                        |                                        |
| 25                                     | 13 november 2015                       | Kenia – Kaapverdië                     | 1 – 0                                  | WK 2018 kwalificatie                   |                                        |                                        |
| 26                                     | 17 november 2015                       | Kaapverdië – Kenia                     | 2 – 0                                  | WK 2018 kwalificatie                   |                                        |                                        |
| 27                                     | 12 november 2016                       | Kaapverdië – Burkina Faso              | 0 – 2                                  | WK 2018 kwalificatie                   |                                        |                                        |
| Als speler bij Al-Ahli                 |                                        |                                        |                                        |                                        |                                        |                                        |
| 28                                     | 9 september 2018                       | Lesotho – Kaapverdië                   | 1 – 1                                  | AK 2019 kwalificatie                   | 82'                                    |                                        |
| 29                                     | 12 oktober 2018                        | Kaapverdië – Tanzania                  | 3 – 0                                  | AK 2019 kwalificatie                   |                                        |                                        |
| 30                                     | 16 oktober 2018                        | Tanzania – Kaapverdië                  | 2 – 0                                  | AK 2019 kwalificatie                   |                                        |                                        |
| 31                                     | 17 november 2018                       | Oeganda – Kaapverdië                   | 1 – 0                                  | AK 2019 kwalificatie                   |                                        |                                        |
| 32                                     | 24 maart 2019                          | Kaapverdië – Lesotho                   | 0 – 0                                  | AK 2019 kwalificatie                   |                                        |                                        |
| 33                                     | 18 november 2019                       | Kaapverdië – Mozambique                | 2 – 2                                  | AK 2021 kwalificatie                   |                                        |                                        |
| Als speler bij Trabzonspor             |                                        |                                        |                                        |                                        |                                        |                                        |
| 34                                     | 12 november 2020                       | Kaapverdië – Rwanda                    | 0 – 0                                  | AK 2021 kwalificatie                   |                                        |                                        |
| 35                                     | 17 november 2020                       | Rwanda – Kaapverdië                    | 0 – 0                                  | AK 2021 kwalificatie                   |                                        |                                        |

Bijgewerkt op 7 juli 2025.

## Erelijst
| Competitie       |               |                           |               |               |
| Competitie       | Aantal        | Jaren                     |               |               |
| Santos Laguna    | Santos Laguna | Santos Laguna             | Santos Laguna | Santos Laguna |
| ---------------- | ------------- | ------------------------- | ------------- | ------------- |
| Primera División | 2             | 2014/15, 2017/18 Clausura |               |               |
| Copa MX          | 1             | 2014/15 Apertura          |               |               |
| Trabzonspor      |               |                           |               |               |
| Süper Lig        | 1             | 2021/22                   |               |               |
| Süper Kupa       | 2             | 2020, 2022                |               |               |